# Моррис, Кит
Кит Моррис (англ. Keith Morris; род. 18 сентября 1955, Хермоса-Бич, Калифорния) — американский вокалист и автор песен, являющийся основателем и фронтменом хардкор-групп Black Flag, Circle Jerks и Off!.
Моррис родился и вырос в городке Хермоса-Бич (округ Лос-Анджелес). В 1976 году, возрасте 21 года, он вместе с гитаристом Грегом Гинном собрал группу Black Flag, которая считается первой хардкор-группой. В её составе он записал дебютный мини-альбом Nervous Breakdown. Вскоре после ухода из Black Flag в 1979 году, вместе с гитаристом Грегом Хетсоном он создал группу Circle Jerks, за которой числится выпуск первого полноценного хардкор-альбома Group Sex, содержащего 14 песен продолжительностью менее 16 минут. За период с 1980 по 1995 годы группа выпустила семь альбомов и сейчас находится в бессрочном отпуске. В 2009 году Моррис создал супергруппу Off!, также играющую хардкор-панк, в которой помимо него играют гитарист Димитрий Котс, басист Стивен Шейн Макдональд и барабанщик Марио Рабалкаба. Также Моррис участвовал в качестве приглашённого гостя на альбомах других исполнителей.

## Биография

### Ранние годы
Моррис родился 18 сентября 1955 года в Хермоса-Бич. Его отец, Джерри Моррис, был многообещающим джазовым барабанщиком в юности и играл вместе с приезжающими джазовыми коллективами в клубе Lighthouse Café. В 1970-х он открыл магазин для рыболовов и завязал дружбу с Оззи Каденой, отцом Деза Кадены. В 1973 году Кит окончил высшую школу Mira Costa High School, где также учились братья Грег и Рэймонд Гинн. Затем он начал изучать изобразительное искусство и живопись в Пасаденском Центре Искусств, попутно работая в рыболовном магазине своего отца. Одним из его коллег по магазину был Билл Стивенсон, ученик Mira Costa High School на 8 лет младше Морриса, который в будущем также станет участником Black Flag.
Моррис со своими друзьями проводили свободное время на велосипедной дорожке, проходящей под плотиной Хермоса-Бич, где они экспериментировали с наркотиками: курили ангельскую пыль, нюхали слоновьи транквилизаторы.
Его ранние музыкальные предпочтения включали Боба Сигера, Foreigner, Montrose, Styx, Deep Purple, Black Sabbath, Queen, Ten Years After, Status Quo, Uriah Heap, UFO, Scorpions, Aerosmith, Теда Ньюджента и MC5. Моррис заявлял, что ему нравился любой громкий рок, под который можно было «поколбаситься». Он стал упёртым и пылким фанатом тяжёлого рока и прото-панка, и стал работать в местном музыкальном магазине Rubicon Records.

### Black Flag
В 1976 году, Моррис вместе с гитаристом Грегом Гинном создали группу Panic, позже поменявшую название на Black Flag. Их подход к работе оказался слишком сложным для некоторых участников раннего состава. В особенности, Гинн и Моррис долгое время пытались найти надёжного басиста и часто репетировали без басиста. Этот факт повлиял на характерный низкий гитарный звук с которым играл Гинн. Брат Гинна, Рэймонд, к тому времени сменивший свою фамилию на Петтибон, и продюсер звукозаписи Спот иногда играли на репетициях в качестве басиста.
После некоторых перемен в составе, Моррис записал вокал для первого мини-альбома Black Flag Nervous Breakdown, выпущенного в октябре 1978 года на собственном лейбле Гинна SST Records. На нём он был обозначен под псевдонимом Джонни Боб Голдстейн. В 1979 году Моррис покинул группу, сославшись, наряду с другими причинами, на творческие разногласия с Гинном и его собственное пристрастие к кокаину и спидам.

### Circle Jerks
После ухода из Black Flag, Моррис вместе с бывшим гитаристом Redd Kross Грегом Хетсоном создал группу Circle Jerks. Circle Jerks, часто называемые одной из самых влиятельных хардкор-групп, просуществовали до 1989 года, когда Хетсон покинул группу чтобы продолжить активную деятельность в составе Bad Religion, к которым присоединился за несколько лет до этого. Однако, Circle Jerks воссоединились в 1994 году и вели с этого времени размеренное существование.

### Off!
В конце 2009 года Моррис вместе с гитаристом Димитрием Котсом из Burning Brides, басистом Стивеном Шейном Макдональдом из Redd Kross и барабанщиком Марио Рабалкаба (Earthless/Rocket from the Crypt/Hot Snakes) создал группу Off!. В марте 2011 года, в интервью Моррис заявил, что Off! были приглашены выступать в качестве разогрева на будущих концертах Red Hot Chili Peppers, и это может вызвать гнев некоторых их молодых фанатов-панков.

### Участие в других проектах
В 1990 году, после первого распада Circle Jerks, Моррис создал группу Midget Handjob. В том же году, он выступил в качестве бэк-вокалиста на песне «Operation Rescue» панк-группы Bad Religion, которая вышла на их альбоме Against the Grain.
В 2006 году Моррис выступил в качестве рассказчика в независимом фильме «Loren Cass», который в 2007 году был номинирован на премию Gotham Award.
В 2013 году принял участие в разработке  игры Grand Theft Auto 5 в качестве  диджея игровой панк-рок радиостанции Channel X.

### Здоровье
В 1999 году у Морриса был обнаружен диабет. Многие его друзья стали организовывать благотворительные концерты, выручка с которых пошла на покрытие расходов на лечение.

## Дискография

### Вместе с Black Flag
- Nervous Breakdown (1978)
- Некоторые композиции с Everything Went Black (1982)

### Вместе с Circle Jerks
- Group Sex (1980)
- Wild in the Streets (1982)
- Golden Shower of Hits (1983)
- Wonderful (1985)
- VI (1987)
- Gig (1992)
- Oddities, Abnormalities and Curiosities (1995)

### Вместе с Off!
- First Four EPs (2010)
- Wasted Years (2014)

### Гостевое участие
| Год  | Исполнитель         | Название                                                          | Credits                                        |
| ---- | ------------------- | ----------------------------------------------------------------- | ---------------------------------------------- |
| 1990 | Bad Religion        | Against the Grain                                                 | бэк-вокал на «Operation Rescue»                |
| 1991 | Сборник             | Gabba Gabba Hey: A Tribute to the Ramones                         | Вокал на «Howling at the Moon (Sha-La-La)»     |
| 1992 | Сборник             | Roadside Prophets OST                                             | вокал на «El Dorado»                           |
| 1993 | Сборник             | Welcome to Our Nightmare: A Tribute to Alice Cooper               | вокал на «The Ballad of Dwight Fry»            |
| 2002 | Сборник             | Rise Above: 24 Black Flag Songs to Benefit the West Memphis Three | вокал на «Nervous Breakdown»                   |
| 2003 | Alkaline Trio       | Good Mourning                                                     | бэк-вокал на «We’ve Had Enough»                |
| 2004 | My Chemical Romance | Three Cheers for Sweet Revenge                                    | бэк-вокал «Hang 'em High»                      |
| 2004 | Wrangler Brutes     | Zulu                                                              | бэк-вокал «Driving»                            |
| 2005 | Turbonegro          | Party Animals                                                     | бэк-вокал «Wasted Again»                       |
| 2006 | The Bronx           | Social Club Issue No. One                                         | вокал на «Witness (Can I Get A)»               |
| 2008 | Chingalera          | Dose                                                              | бэк-вокал на «Twenty Three»                    |
| 2008 | Klover              | Dose                                                              | бэк-вокал на «Brain»                           |
| 2009 | Trash Talk          | East of Eden                                                      | бэк-вокал на «East of Eden» и «Son of a Bitch» |